# Zastava Promet Arena motors
Zastava Promet Arena motors (ancien code BELEX : ZSTV) est une entreprise serbe qui a son siège social à Kragujevac. Elle travaille dans le secteur du commerce.
Zastava Promet Kragujevac fait partie du groupe Zastava.

## Histoire
Zastava Promet Kragujevac a été admise au libre marché de la Bourse de Belgrade le 22 mars 2007 ; elle a été exclue le 5 janvier 2012.

## Activités
Zastava Promet Arena motors est engagée dans la vente de véhicules automobiles ; elle distribue les marques Opel, Chevrolet, Fiat, Iveco et Alfa Romeo ; depuis mars 2009, elle distribue la Fiat Punto. 